# Clifford (film, 1994)
Pour les articles homonymes, voir Clifford.
Pour le film de 2021, voir Clifford (film, 2021).
Pour plus de détails, voir Fiche technique et Distribution.
Clifford est un film américain, sorti en 1994.

## Synopsis
Clifford Daniels (Martin Short), un redoutable petit malin de 10 ans et qui ne tient jamais en place, est prêt à tout pour aller au parc d’amusement Dinosaurworld de Los Angeles. Il s’organise donc lui-même pour rendre visite à son oncle Martin (Charles Grodin) qui habite justement la Cité des Anges… en provoquant l’atterrissage forcé d’un avion !
Lorsque Clifford arrive à l’improviste chez oncle Martin, ce dernier pense bien pouvoir en profiter pour convaincre sa fiancée (Mary Steenburgen) de son amour des enfants. Mais quand Martin manque à sa promesse d’emmener son neveu au Dinosaurworld, Clifford s’acharne à saccager la vie de son oncle et décide qu’il se rendra au parc par lui-même. Ses manigances déclencheront une aventure héroïque remplie de ravages et des destructions dignes d’un Tyrannosaure !

## Fiche technique
- Titre : Clifford
- Titre québécois : Un grain de malice
- Réalisation : Paul Flaherty
- Scénario : Steven Kampmann et William Porter
- Photographie : John A. Alonzo
- Musique : Richard Gibbs
- Pays d'origine : États-Unis
- Genre : comédie noire
- Date de sortie : 1994

## Distribution
- Martin Short (VQ: Sébastien Dhavernas) : Clifford Daniels
- Charles Grodin (VQ: Mario Desmarais) : Martin Daniels
- Mary Steenburgen (VQ: Nathalie Coupal) : Sarah Davis
- Dabney Coleman (VQ: Ronald France) : Gerald Ellis
- Richard Kind (VQ: Yves Corbeil) : Julien Daniels
- Jennifer Savidge : Theodora Daniels
- Ben Savage : Roger
- Don Galloway : Capitaine
- Timothy Stack : le père de Kevin
- Marianne Muellerleile : la mère de Kevin
- G. D. Spradlin : Parker Davis
- Anne Jeffreys : Annabelle Davis
- Natalie Core : la vieille femme
- Barry Dennen : Terry le Ptérodactyle
- Patricia Tallman (non crédité)